# Zagonetka (1929.)
Zagonetka: list za zabavu i razbibrigu je bio hrvatski zagonetački tjednik iz Zagreba, jedan od prvih hrvatskih enigmatskih listova. Prvi broj izašao je 2. ožujka 1929., a posljednji 22. lipnja 1929. godine. Glavni urednik bio je Nikola Faller. Izdavač je bio J. V. Horvat. ISSN je 1846-6060.